# Milax parvulus
Milax parvulus is een slakkensoort uit de familie van de Milacidae. De wetenschappelijke naam van de soort is voor het eerst geldig gepubliceerd in 1968 door Wiktor.